# 246238 Crampton
246238 Crampton este un asteroid din centura principală de asteroizi.

## Descriere
246238 Crampton este un asteroid din centura principală de asteroizi. A fost descoperit pe 5 septembrie 2007 la Mauna Kea de David D. Balam. Asteroidul prezintă o orbită caracterizată de o semiaxă mare de 3,16 ua, o excentricitate de 0,05 și o înclinație de 14,0° în raport cu ecliptica.